# فايز جمعة
فايز جمعة (مواليد 12 فبراير 1981، لاعب كرة قدم إماراتي يجيد اللعب في الدفاع .
لعب سابقاً مع نادي الشارقة ونادي العربي .

## روابط خارجية
- فايز جمعة على موقع Soccerway.com (الإنجليزية)